# José Loygorri
José Loygorri (Valladolid, 4 de julio de 1884 – 1979) fue un dibujante, ilustrador, aguafuertista y fotógrafo español en el contexto del art déco. Fue hermano del aviador Benito Loygorri.

## Biografía
Nacido en una familia adinerada, José Loygorri Pimentel, hijo primogénito de María del Carmen Prado-Pimentel Alonso y Benito Fernández Magna y Loygorri, fue bautizado el 16 de julio en la iglesia de Santiago de capital pucelana. Comenzó a estudiar ingeniería de minas, que abandonó para iniciar una vida bohemia de artista autodidacta, paradójicamente en un elegante estudio en un ático frente al teatro Calderón. Emula con escasa personalidad el estilo noventayochista de Ignacio Zuloaga y el costumbrismo de temas rurales castellanos donde se mezclan la raza y lo pintoresco, imitando a los hermanos Ramón y Valentín de Zubiaurre.
Tras una exposición en mayo de 1912 en un salón de la Carrera de San Jerónimo, en Madrid, y otra en 1913, en el «Fayans Catalá» de Barcelona, con una muy discreta crítica y aceptación, marchó a París, donde viviría en el en umbral de la Primera Guerra Mundial, que le hace volver a España con una colección de acuarelas y aguafuertes, técnica en la que llegará a desarrollar un estilo personal cercano a las vanguardias del momento.
En 1915 se instaló en un «aristocrático estudio» en Madrid, abandonando el óleo y el folclorismo costumbrista para iniciarse en la ilustración gráfica y el diseño publicitario. También, y sobre todo, comenzó a trabajar como ilustrador en La Esfera y Blanco y Negro; y colaboraba también en la revistaGénero verde, donde con el seudónimo de ‘Eros’, ilustraba novelas cortas eróticas de periodicidad semanal.
Tras participar en varias ediciones del Salón de Humoristas (1917, 1918 y 1919), concurre por primera y única vez a la Exposición Nacional de Bellas Artes de 1920, en Madrid, en la sección de grabado, con dos aguafuertes, la Torre de la iglesia de Sant Feliú (Gerona) y La catedral de Salamanca desde San Esteban. En 1929 viaja por primera vez a Estados Unidos y visita Nueva York, ciudad a la que regresa en primavera de 1931, para hacer estudios de creación publicitaria.
Al estallar la Guerra Civil española, es movilizado, aunque permanece en Madrid como jefe de un departamento de Intendencia encargado en un laboratorio de dentífricos para el ejército,instalado en el Palacio de Longoria, y como miembro de la sección de Pintura y Dibujo de Altavoz del Frente, colaborando en esta asociación en labores de propaganda antifascista junto a otros ilustradores como los citados Penagos y Bartolozzi, o Bardasano y Sancha. Tras la guerra civil, superada o forzosamente olvidada su vena «dèco», Loygorri orientó sus habilidades de dibujante al figurinismo del mundo de la moda. Mantuvo también su trabajo como aguafuertista, como recuerda la serie de xilografías de los principales castillos españoles que hizo en exclusiva para los laboratorios farmacéuticos Medix.
Paralelamente, montó un estudio de fotografía en Madrid, al que dedicó gran parte del último periodo de su vida artística. En este campo puede destacarse su participación en el libro Así es España, publicado por el Instituto Nacional de Estadística en 1957. En el inicio de la década de 1960, asociado con Javier Fernández-Lapuente McFerson, se integra en las actividades que Hauser y Menet tienen en sus talleres de fototipia en el número 28 de la calle de  la Ballesta de Madrid.
En ese periodo de su vida es vecino de la “Casa de los Lagartos”, en la calle de Mejía Lequerica. Tres años después de fallecer su hermano, muere en Madrid a los 94 años de edad.